# Поляки (этнографическая группа русских)
«Поля́ки» (пишется в кавычках) — этнографическая группа русских, переселённая после 1763 года из Речи Посполитой в Сибирь (по реке Уба в Алтае, частично в Забайкалье).
«Поляки» были потомками русских старообрядцев из Калужской, Тульской, Рязанской, Орловской губерний, обосновавшихся сначала в Речи Посполитой (в Белоруссии — в районах Стародубья, Ветки, Добрянки, Гомеля, Дорогобужа), а оттуда во второй половине XVIII века переселённых в административном порядке в Сибирь. «Поляки» в течение двух веков поддерживали только внутрисемейные брачные связи, избегая вступать в брак с представителями других сибирских этносов.

## Разгром Ветки
Вспомнив о старообрядцах, Екатерина II издала манифест, а Сенат в 1762 году на его основе создал Указ, приглашавший старообрядцев на родину с указанием мест для поселения. Но добровольно старообрядцы не покинули Ветку и Екатерина II предприняла ещё одну «выгонку» с Ветки. В 1764 году на Ветку был послан генерал Маслов, который жёстко расправился с ветковцами и выслал оттуда до 20 000 старообрядцев.

## Переселение
По этапу старообрядцев сопроводили в Сибирь, где часть была отцеплена и отправлена в Иркутскую губернию, а остальные на Алтай. Отправленных в Забайкалье старообрядцев стали называть «семейскими», а алтайских старообрядцев — «поляками».

## На Алтае
Сначала на Алтае возникло 6 «польских» сёл, а затем их число возросло. Старообрядцы «поляки» были поселены на Алтае на правах государственных крестьян с обязательством платить двойной податной налог, с освобождением на 6 лет от податей. Получив право свободного вероисповедания, «поляки» Алтая сохраняли веру, не мирщились, держались деления на «поповцев» и «беспоповцев» (последних было меньше), противодействовали смешанным бракам. Скорее всего их можно было отнести к часовенному согласию. «Поляки» в силу религиозной замкнутости и связанных с ней исторических и религиозных причин жили изолированной жизнью, что содействовало сохранению реалий и диалектных особенностей.